# Morphée (médecine)
Pour les articles homonymes, voir Morphée (homonymie).
 Mise en garde médicale
Dans le domaine médical, la morphée (ou morphea pour les anglophones) est un nom désignant plusieurs formes de maladies atrophiantes de la peau (dites atrophodermies). La fréquence des morphées semble avoir grandi en 10 ans de 1988 à 1999 à Paris.

## Éléments de définition
Selon Bono & Dupin (2006) ce sont « des états scléreux limités à la peau correspondant à des entités cliniques variées selon l’extension des lésions, leur caractère linéaire et leur profondeur. La prévalence des morphées est 10 fois supérieure à la prévalence de la sclérodermie systémique avec cependant un pronostic favorable avec une résolution dans les trois ans dans les formes superficielles ».
Les morphées extensives peuvent se généraliser à tous les téguments. 
Ce  groupe de maladies est encore mal compris, avec des causes et mécanismes encore largement inconnus. 
Les morphées touchent plus les filles que les garçons ; elles pourraient avoir des causes génétiques, mais peut-être aussi environnementales (car on connait par exemple des sclérodermies localisés qui ont été induites par certains médicaments ou toxiques. Elles semblent dans certains cas pouvoir être associées à un processus tumoral ou cancéreux, à la maladie de Lyme, ou à la polyarthrite chronique, trois processus pathologiques en augmentation dans les pays riches.
La médecine n'a pas identifié de marqueur immunologique chez les malades.

## Typologies
La notion de Morphée regroupe divers problèmes dermatologiques nécessitant chacun une prise en charge spécifique. 
Aspects cliniques : 
- Une morphée est dite superficielle ou profonde. La morphée profonde est une hypodermite caractérisée par un infiltrat inflammatoire de la sclérodermie localisée en profondeur, sous le derme[7].
- Les morphées en plaques sont les plus fréquentes.
- les formes linéaires sont plus fréquentes chez l’enfant, et elles peuvent évoluer en affectant sévèrement le visage[2].

Exemples de morphées :
- Morphée blaschko-linéaire ;
- Atrophodermie de Pasini et Pierini ;
- Atrophodermie unilatérale ;
- Sclérodermies (avec ou sans contexte de sclérodermie systémique) ;
- Morphées bulleuses[8].

## Liens entre cancer/tumeurs et morphées
L'association sclérodermie-lymphome est rare et elle pourrait parfois être fortuite, mais elle semble parfois de type causale. 
Dans ces cas le traitement de la tumeur ou du cancer par chimiothérapie peut aussi faire régresser puis disparaitre la sclérose sous-cutanée qui ne répondait pas aux traitements antérieurs (ex corticothérapie). Ce type de rapprochement a aussi pu être fait dans le cas d'associations fasciite-cancer individualisées par Naschitz et al. avec une différence de présentation clinique qui est que dans le premier cas les lésions sont de type morphées avec intrication histologique du processus sclérosant et du lymphome. Une tumeur (ou la réponse de l’organisme à cette tumeur) pourrait donc parfois induire un processus sclérosant, probablement induit la sécrétion de molécules pro-inflammatoires. La sclérose est généralement détectée avant le lymphome ce qui a pu laisser penser que seul le hasard pouvait expliquer la co-occurrence des deux maladies.

## Chez l'enfant
On considère que les sclérodermies de l'enfant sont des maladies rares. 
Une étude faite à Paris et publiée en 1999 a conclu à une « plus grande fréquence des sclérodermies de l'enfant par rapport à ce qui était rapporté il y a 10 ans », avec un pronostic qui « reste souvent réservé avec un retentissement fonctionnel et des séquelles majeures dans la majorité des formes localisées, et une mise en jeu rapide du pronostic vital dans les formes systémiques ». 
Sur 70 cas rétrospectivement étudiés par le groupe hospitalier Necker-Enfants Malades  :
- Chez l'enfant, la maladie débute souvent avec des lésions cutanées en forme de « gants et chaussettes ».
- Les  atteintes cardiaques sont les plus fréquentes et les plus graves, alors que sur 70 cas étudiés, aucun atteinte rénale n'avait été signalée. Les impasses et difficultés thérapeutiques sont identiques à celles qui existent chez l'adulte.
- cinquante-six des 70 cas correspondaient à une « atteinte localisée » [1], avec près de 4 fois plus de filles touchées que de garçons (44 F/12 G). Dans ce groupe, la maladie avait été diagnostiquée en moyenne à l'âge de 7 ans et 2 mois. 
Ces sclérodermies localisées était à « type de bandes isolées (39 p. 100) ou associées à des morphées (20 p. 100), de morphées (36 p. 100) ou de morphées multiples (5 p. 100) »[1]. 
L'évolution était en moyenne d'autant plus longue que les lésions étaient nombreuses et profondes. 
Une éosinophilie franche était détectée lors de l'apparition des symptômes dans 38 % des cas, avec des anticorps antinucléaires dans 28 % des cas[1]. 
Une corticothérapie locale (niveau 1 ou Il) a semblé utile en appoint dans les formes superficielles et évolutives (morphées), mais n'a pas pu empêcher des évolutions vers une forme plus profonde de la maladie. La corticothérapie générale (1 mg/kg/24 h) n'a pas empêché l'apparition de séquelles dans les formes en bandes (16/16)[1].
- Les « atteintes cutanées diffuses » (14 cas sur 70) étaient des sclérodermies diagnostiquées un peu plus tardivement (en moyenne vers l'âge de 9 ans) ; elles touchait également plus les filles que les garçons[1]. 
Il s'agissait d'une sclérodermie systémique dans 6 cas sur 70, avec un syndrome de chevauchement (dermatomyosite, connectivite mixte) dans 6 autres cas et d'une sclérodermie au décours d'une fasciite à éosinophiles dans deux autres cas)[1].

## Origine
Elle est généralement inconnue. 
Elle peut parfois être l'une des manifestations de la maladie de Lyme, tout comme peut-être la fasciite de Shulman (ou fasciite à éosinophiles ; FE) qui est une sclérose (rare et progressive) des fascias musculaires (maladie décrite pour la première fois en 1974 et dont physiopathologie reste inconnue), qui a déjà été observée en même temps qu'une borréliose ; 
Rarement, elle peut évoluer en un lichen scléreux bulleux (après radiothérapie, peut-être en lien avec un phénomène de Koebner ou une prédisposition particulière), avec risque de confusion avec une radiodermite ou « une reprise évolutive de la maladie néoplasique ».

## Traitement
À ce jour, il n'y a pas de consensus sur le traitement, si ce n'est qu'il doit être adapté à la sévérité et à l'extension corporelle des  scléroses. 
- Les formes localisées et en plaques sont généralement traitées par des dermocorticoïdes de classe IV[12].
- Les formes sévères et extensives ou les  formes linéaires impliquantun risque fonctionnel et/ou esthétique sont traitées par des médicaments systémiques de type méthotrexate[12], avec des effets plus ou moins satisfaisants[13].